# Партия возрождения (Тунис)
Партия возрождения (араб. حزب النهضة‎ хизб ан-нахда) — умеренная исламистская партия в Тунисе.
Организация появилась под названием «Исламское действие» вскоре после исламской революции в Иране. 
На рубеже 1980—1990-х партия была практически полностью разгромлена новым президентом Зин эль-Абидином Бен Али. Её лидер Рашид Ганнуши бежал из страны, партийная газета Аль-Фаджр (Рассвет) была закрыта, а её редактор Хамади Джебали — посажен в тюрьму. После тунисской революции партия восстановила свою силу, Ганнуши вернулся из эмиграции. Партия изначально была одним из фаворитов выборов в Учредительное собрание 23 октября 2011 года. По предварительным данным, партию поддержали от 30% до 40% избирателей, что, как полагали некоторые аналитики, могло позволить им получить не менее половины мест в Учредительном собрании. Однако по окончательным данным, партия заняла 89 мест в Учредительном собрании из 217. В результате соглашения со светскими партиями пост премьер-министра достался генеральному секретарю партии Хамади Джебали, а пост президента — представителю светских партий Монсефу Марзуки.
Партия обычно называется исламистской, в то время как другие крупные партии характеризуются как светские. В дополнение к акцентированному исламистскому характеру, программа партии декларирует приоритет демократии и либеральной экономики. Партия также декларирует свободу слова, печати и вероисповедания, защиту прав религиозных меньшинств и сохранение широких по мусульманским меркам свобод женщин. Кроме того, Рашид Ганнуши заявлял, что его партию следует сравнивать не с радикальными мусульманскими партиями, а с правящей в Турции Партией справедливости и развития.